# Післязавтра (телепрограма)
«Післязавтра» — інформаційно-політична програма, яка виходила в ефір протягом 2003 — 2005 років щопонеділка на телеканалі «Інтер». Автором і ведучим програми був Олексій Мустафін.
За словами виробників «Післязавтра», програма мала розповідати про те «як новини роблять такими, якими вони потрібні тим, для кого ЗМІ — інструмент впливу, і що має знати глядач, щоб не стати об'єктом маніпуляції».